# Мислењице
Мислењице (пољ. Myślenice) је град у Пољској у Војводству Малопољском у Повјату мислењичком. Према попису становништва из 2011. у граду је живело 18.414 становника.

## Становништво
Према прелиминарним подацима са пописа, у граду је 2011. живело 18.414 становника.
| 2002.  | 2011.  | 2012.  |
| ------ | ------ | ------ |
| 17.969 | 18.414 | 18.383 |

## Партнерски градови
- Лиденшајд
- Tinqueux
- Белхатов
- Csopak
- Далонега